# Ékes fűpapagáj
Az ékes fűpapagáj (Neophema pulchella), korábban ékes papagáj, a madarak osztályának papagájalakúak (Psittaciformes) rendjébe és a szakállaspapagáj-félék (Psittaculidae) családjába tartozó faj.

## Rendszerezése
A fajt George Shaw angol botanikus és zoológus írta le1792-ben, a Psittacus nembe Psittacus pulchellus néven.

## Előfordulása
Ausztrália délkeleti területein honos. Természetes élőhelyei a szubtrópusi és trópusi száraz erdők, füves puszták és cserjések, valamint szántóföldek. Állandó, nem vonuló  faj.

## Megjelenése
Testhossza 20 cm, testtömege 37-44 gramm. Az alapszíne az olaj zöld. A homlokcsík, a kantár és a pofatájéka türkizkék. Hasa fényessárga, kis szárnyfedői világosabb, a nagy szárnyfedői sötétebb kékek. Közepes szárnyfedői zöld színűek. Vállán vörösesbarna folt található, ettől befelé a szárnyfedők gesztenyebarna színűek, az evezők zöldesbarnák, kék szegéllyel. Farka felül zöld, alul sárga. Írisze sárgásbarna, csőre, lába feketésbarna. A tojó színei halványabbak, homlokcsíkja keskenyebb, a kantár kevésbé kék, inkább sárga. A vállfolt hiányzik, begye inkább zöldes, a has sárgája mattabb. A fiatalok a tojóra hasonlítanak. Ha a fiatal hímnek szárnyát szétnyitjuk, jól látható egy-egy különálló, élénkzöld folt, ahol a későbbiekben majd a jellegzetes vállfolt jelenik meg.
|  |  |

## Életmódja
Párokban, vagy kisebb csapatokban, a talajon keresgéli magvakból, rügyekből és levelekből álló táplálékát. Röpte hullámzó, gyors, sebes szárnycsapásokkal. Átlagos életkora 12 év. Hangja kellemes, csicsergő.

## Szaporodása
A  költési időszaka általában márciustól áprilisig szokott tartani, általában eukaliptuszfák magasan elhelyezkedő üregeiben költ. Fészekalja 4-7 tojásból áll, melyen 18-21 napig kotlik a tojó, és a hím eteti őket. A fiókák kirepülési ideje még 4-5 hét, a szülők idáig táplálják őket. A fiókák felnőttkori tollazat csak négy hónapos korukban alakul ki.

## Természetvédelmi helyzete
Az elterjedési területe nagyon nagy, egyedszáma pedig stabil. A Természetvédelmi Világszövetség Vörös listáján nem fenyegetett fajként szerepel. Egykor sokkal gyakoribb madár volt, de a 20. század elején nagy mennyiségben vadászni kezdték (mivel főleg fűfélék magvait fogyasztja, rájár a gabonaföldekre is).